# Borova kislina
Borova kislina ali vodikov borat (latinsko acidum boricum) je šibka kislina s formulo H3BO3, ki se včasih piše tudi kot B(OH)3. Je brezbarvna kristalinična trdnina ali prah, ki se dobro topi v vodi. Uporablja se kot antiseptik, insekticid, zaviralec gorenja, absorbent nevtronov in osnova za druge borove spojine. V naravi se pojavlja kot mineral sasolit.

## Nahajališča
Naravna nahajališča borove kisline ali sasolita so v nekaterih vulkanskih okoljih, na primer pri vasi Sasso Pisano v italijanski pokrajini Toskani, po kateri je mineral dobil ime, na Eolskih otokih in ameriški zvezni državi Nevadi. Na teh nahajališčih uhaja iz razpok v tleh, pomešana z vodno paro. V naravi se nahajajo tudi drugi minerali: boraks, boracit, boronatrokalcit in kolemanit. Borova kislina in njene soli so tudi v morski vodi, rastlinah in skoraj vseh vrstah sadja.
Borova kislina je prvi pripravil Wilhelm Homberg (1652-1715) iz boraksa in mineralnih kislin leta 1702. Kislina je po njem dobila ime sal sedativum Hombergi - pomirjevalna Hombergova sol. Borate, vključno z borovo kislino, so v resnici uporabljali že stari Grki  za čiščenje, konzerviranje hrane in druge namene.

## Priprava
Borovo kislino se lahko pripravi iz boraksa (natrijev tetraborat dekahidrat) z mineralnimi kislinami, na primer s klorovodikovo kislino:
Na2B4O7•10H2O + 2 HCl → 4 B(OH)3 [or H3BO3] + 2 NaCl + 5 H2O.
Nastaja tudi s hidrolizo borovih trihalidov in diborana:
B2H6 + 6 H2O → 2 B(OH)3 + 6 H2
BX3 + 3 H2O → B(OH)3 + 3 HX  (X = Cl, Br, I)

## Lastnosti
Topna je v vreli vodi. S segrevanjem nad 170 °C odcepi vodo in preide v metaborovo kislino (HBO2):
H3BO3 → HBO2 + H2O
Metaborova kislina je bela snov s kubičnimi kristali, ki je samo rahlo topna v vodi. Tali se pri 236 °C, pri temperaturi nad  300 °C pa odcepi še eno vodo in se pretvori v tetraborovo ali piroborovo kislino (H2B4O7):
4 HBO2 → H2B4O7 + H2O
Naziv borova kislina se pogosto uporablja za vse tri oblike kisline. Pri nadaljnjem segrevanju nastane borov trioksid B2O3:
H2B4O7 → 2 B2O3 + H2O
Kislost borove kisline v vodnih raztopinah se razlaga na več protislovnih načinov. Ramanska spektroskopija zelo alkalnih raztopin borove kisline je pokazala prisotnost iona B(OH)−
4, iz česar nekateri sklepajo, da kislost nastane izključno z odcepljanja OH- ionov iz vode:
B(OH)3 + H2O ⇌ B(OH)−
4 + H+ (K = 7,3x10−10; pK = 9,14)
ali natančneje za vodno raztopino:
B(OH)3 + 2 H2O ⇌ B(OH)−
4 + H3O+,
kar bi se lahko bolje razložilo  z Lewisovo kot z  Brønsted-Lowryjevo kislostjo.
Drugi viri  trdijo, da je borova kislina troprotonska Brønsted-Lowrijeva kislina, ki disociira v treh stopnjah:
B(OH)3 ⇌  BO(OH)−
2 + H+ (Ka1 = 5,8x10−10; pKa1 = 9,24)
BO(OH)−
2 ⇌  BO2(OH)2− + H+ (Ka2 = 4x10−13; pKa2 = 12,4)
BO2(OH)2− ⇌  BO3−
3 + H+ (Ka3 = 4x10−14; pKa3 = 13,3)
Ker je vrednost Ka1 primerljiva s tisto v reakciji z ioni OH-, sta koncentraciji BO(OH)−
2 in  BO(OH)−
4 podobni.
Poliboratni anioni nastanejo pri pH 7-10, če je koncentracija višja od približno 0,025 mol/L. Najbolj poznan je tetraboratni ion, ki se nahaja v mineralu boraksu:
4[B(OH)4]− + 2H+ ⇌ [B4O5(OH)4]2− + 7H2O
Borova kislina pomembno pripomore k absorpciji nizkofrekvenčnega zvoka v morski vodi.

## Reakcije
Z večvalentnimi alkoholi kot sta glicerol in manitol njena kislost naraste. Z manitolom se pK zmanjša na 5,15, kar je posledica tvorbe kelatov, [((OH)4C6H8O2)2B]–. To lastnost se izkorišča v analizni kemiji.
V brezvodni žveplovi kislini se raztaplja in tvori močno kislino:
B(OH)3 + 6H2SO4 → 3H3O+ + 2HSO−
4 + B(HSO
4)−
4
Z alkoholi tvori boratne estre B(OR)3, v katerih je R alkil ali aril. V reakciji zmesi morajo biti prisotne  snovi, ki vežejo nastalo vodo, na primer koncentrirana žveplova kislina.
B(OH)3 + 3 ROH → B(OR)3 +3 H2O.

## Kristalna struktura
Kristalinična borova kislina je zgrajena iz slojev molekul B(OH)3, ki so med seboj povezane z vodikovimi vezmi. Dolžina vezi B-O je dolga 136 pm, vezi O-H 97 pm, dolžina dodikovih vezi pa  272pm. Razdalja med dvema sosednjima slojema je 318 pm.
|                                        | |
| Osnovna celica kristala borove kisline | Vodikove vezi (prekinjene črte) omogočajo molekulam borove kisline, da v kristalu tvorijo vzporedne sloje |

## Toksičnost
Akutna oralna toksičnost (LD50), ugotovljena na podganah, je 2660 mg/kg telesne mase. V 13. izdaji Merckovega indeksa je LD50 za podgano 5140 mg/kg, za odraslega človeka pa 5-20 g/kg telesne mase. Za primerjavo: LD50 kuhinjske soli za podgane je 3,75 g/kg. Podatek je zelo zavajajoč, ker je znano, da so ljudje umrli že zaradi mnogo manjših odmerkov. Po podatkih v ameriškem Registru za strupene snovi in bolezni (ATSDR) je minimalni smrtni odmerek je za dojenčke 2-3 g, za otroke 5-6 g in za odrasle 15-20 g.
Bolj nevarna kot zaužitje je lahko dolgotrajna izpostavljenost borovi kislini, ki povzroča poškodbe in sčasoma okvaro ledvic. Zgleda, da kislina ni rakotvorna. Študije na psih so pokazale, da pri izpostavljenosti 32 mg/kg telesne mase na dan v trajanju 90 dni povzroča atrofijo mod. Ta raven je precej nižja od LD50.
Po podatkih iz baze podatkov IUCLID Dataset, ki jih je objavila Evropska komisija, povzročajo visoki odmerki borove kisline razvojne motnje zarodka in plodu in teratogenost pri podganah, kuncih in miših. Povzročajo tudi srčno-žilne okvare, spremembe okostja in blage poškodbe ledvic. Evropska komisije je zato avgusta 2008 v svoji direktivi 67/548/EGS razglasila borovo kislino za reprotoksično (kategorija 2) in uvedla R-stavka R60 (lahko škoduje plodnosti) in  R61 (lahko škoduje nerojenemu otroku).

## Uporaba

### Medicina
Borova kislina se uporablja kot antiseptik za manjše opekline ali vreznine in sestavina mazil. V zelo razredčeni vodni raztopini se uporablja za izpiranje oči. Razredčeno borovo kislino se lahko uporabi kot vaginalno prho za zdravljenje bakterijske vaginoze zaradi čezmerne alkalnosti, kakor tudi kandidioze, ki jo povzročajo glivice iz rodu Candida. Kot antibakterijska spojina se lahko uporabi tudi za zdravljenje aken. Z uprašeno borovo kislino, ki se nasuje v nogavice, se zdravi dermatofitijo stopala, glivično okužbo stopala in prstov, ki jo najpogosteje povzročata dermatofita Trichophyton rubrum in Trichophyton mentagrophytes var. interdigitale. V raztopini v etanolu se lahko uporablja za zdravljenje nekaterih vrst vnetja zunanjega ušesa pri ljudeh in živalih. 
Raztopine borove kisline za izpiranje oči ali poškodovane kože, so strupene, predvsem za dojenčke, še posebej po večkratni uporabi. Toksičnost je posledica njenega počasnega izločanja.

### Insekticid
Borova kislina je bila v Združenih državah Amerike prvi registrirani insekticid (1948) za zatiranje ščurkov, termitov, ognjenih mravelj, bolh, srebrnih ribic in mnogo drugih žuželk. Pripravki za zatiranje ščurkov in mravelj v gospodinjstvih  so praviloma varni. Po zaužitju delujejo na presnovo insektov, kot suh prah pa kot abrazivi za njihove zunanje skelete.

### Konzervans
Insekticidi hkrati delujejo kot sredstvo za preprečevanje in uničevanje obstoječe mokre in suhe gnilobe lesa. Borova kislina se lahko uporablja tudi skupaj z etilen glikolom za obdelavo površine  lesa  proti napadom gliv in insektov. Koncentrirani preparati se lahko uporabijo tudi za preprečevanje nastajanja sluzi in rasti gliv in alg v morskih okoljih.

### Pufer pH
Borova kislina v ravnotežju s svojo konjugirano bazo boratnim ionom pri koncentracijah 50-100 ppm borovih ekvivalentov se uporablja kot primarni ali dodatni pufer v kopalnih bazenih. Je šibka kislina s pKa 9,24 (čista voda, 25 °C). Pri tem pH je pufranje najmočnejše, ker imata prosta kislina in boratni ion enaki koncentraciji.  V bazenih in morski vodi je njen pKa znatno nižji zaradi interakcij z različnimi drugimi molekulami. V bazenih z morsko vodo je okoli 9,0. Ne glede na to, katero topno borovo sol se doda v bazensko vodo, bo v sprejemljivih mejah pH v pufru prevladovala borova kislina, kar je razvidno iz prvega grafa. Sistem borova kislina/boratni ion je zato uporaben kot primarni puferski sistem (in zamenjava za bikarbonatni sistem s pKa1 = 6,0 in pKa2 = 9,4) v značilnih pogojih  v bazenih z morsko vodo, v katerih poskušajo generatorji klora dvigniti pH iz delovnega območja 7,5-8,2. Puferska kapaciteta je večja proti dvigovanju pH (proti pKa okrog 9,0), kar je razvidno iz drugega grafa. Borova kislina v tem koncentracijskem območju ne povzroči nobenega padca koncentracije proste HOCl, ki je potrebna za higieno bazenov, lahko pa neznatno poveča fotozaščitne vplive cianurske kisline in deluje antikorozivno.

### Mazivo
Koloidne raztopine nanodelcev borove kisline v petroleju ali rastlinskem olju, so dobra maziva za keramične ali kovinske površine. Koeficient drsnega trenja z naraščajočim tlakom pade z 0,10 na 0,02. Mazalne lastnosti filma H3BO3 so posledica spontane kemijske reakcije med molekulami vode in prevleko B2O3 v vlažnem okolju. 

### Jedrske elektrarne
V jedrskih elektrarnah se bor in borova kislina uporabljata kot absorbent nevtronov. Naravni bor vsebuje približno 20 % izotopa 10B in 80 % izotopa 11B. Široke absorpcijske sposobnosti  ima 10B, zato dodatek borove kisline v hladilno sredstvo reaktorja zmanjša verjetnost, da bo nevtron sprožil cepljenje atoma. Hitrost verižne reakcije se lahko učinkovito krmili s spreminjanjem koncentracije borove kisline. Borova kislina se uporablja samo v reaktorjih z visokotlačno hladilno vodo, v reaktorjih z vrelo vodo pa se uporablja natrijev pentaborat. Borova kislina se lahko uporablja tudi v bazenih za shranjevanje izrabljenih gorivnih celic. V Černobilski nesreči se je raztaljeni reaktor 4 posipal z borovo kislino, da bi se preprečila še kakšna druga reakcija.

### Industrija
Največ borove kisline se porabi za proizvodnjo monofilamentnih steklenih vlaken, bolj znanih fiberglas. Vlakna se uporabljajo za armiranje plastike, na primer plovil, cevi in celo računalniških vezij. Uporablja se tudi za proizvodnjo stekla za LCD zaslone.
V zlatarstvu se v kombinaciji z denaturiranim alkoholom uporablja kot sredstvo za zaščito površine pred oksidacijo iz tvorbo barvnih madežev med kaljenjem in spajkanjem.
V galvanizaciji se uporablja v nekaterih posebnih galvanskih kopelih, na primer v razmerju H3BO3:NiSO4 = 1:10 z zelo majhnim dodatkom natrijevega lavril sulfata in H2SO4. 
Borova kislina je v zmesi z boraksom (natrijev tetraborat dekahidrat) v razmerju 4:5 zelo topna v vodi, čeprav spojini vsaka zase nista topni. Raztopina se uporablja za impregnacijo lesa proti gorenju.
V zmesi s fino uprašenim kremenčevim peskom se uporablja za prevleke v indukcijskih pečeh in proizvodnji keramike. 
Borova kislina je ena od najpogostejših snovi za nevtralizacijo fluorovodikove kisline. Deluje tako, da proste F- ione veže v kompleksne soli. Proces izniči ekstremno toksičnost fluorovodikove kisline, še posebej njeno sposobnost, da sekvestira ione kalcija iz krvnega seruma, kar lahko povzroči zastoj srca in razgradnjo kosti. To se lahko zgodi že pri majhnem stiku kože s fluorovodikovo kislino.
V kovaštvu se borova kislina dodaja boraksu kot talilo pri varjenju.
V zmesi s silikonskimi polimeri se uporablja za izdelavo "inteligentnega plastelina", ki se odbija kot žoga in teče kot zelo viskozna tekočina, pri močnem udarcu pa se razbije. V ZDA se trži  kot Silly Putty.
Borova kislina se v kombinaciji s še osmimi kemikalijami uporablja za hidravlično frakturitanja naftnih skrilavcev.

### Pirotehnika
Bor se v pirotehniki uporablja za preprečevanje tvorbe amidov v reakciji med aluminijem in nitrati. Borova kislina nevtralizira alkalne amide, ki lahko reagirajo z aluminijem, in hkrati zeleno obarva plamen.